# Uechi ryu
Uechi ryu karate je originalni kineski stil koji je u neizmijenjenom obliku sačuvan i prenesen na Okinawu gdje se dalje raširio po cijelom svijetu. Osnovna karakteristika ovog stila je mogućnost borenja s kratke distance pa se u tom smislu uvježbava borenje s napadima na vitalne točke tijela. Stil karakteriziraju tri principa na kojima se zasniva a to su; tigar, ždral i zmaj. Tigar simbolizira snagu, ždral mekoću a zmaj energiju koje se stvara tijekom napornog vježbanja. 

## Vanjske poveznice
- Karate Klub "Delta", Rijeka